# Jean-Philippe Bapst
Pour les articles homonymes, voir Bapst.
Jean-Philippe Bapst (28 décembre 1892, Erstein - 4 décembre 1973, Strasbourg), est un homme politique français.

## Biographie
Agriculteur à Erstein, ancien combattant de la Première Guerre mondiale, Jean-Philippe Bapst est élu conseiller municipal de sa commune en 1925. Il en devient maire-adjoint en 1927, puis maire en 1935, et est constamment réélu à cette fonction jusqu'en 1965.
Dès les années 1920, il s'engage dans les associations de défense des planteurs de tabac. Il est en 1945 président de la fédération des planteurs de tabac d'Alsace et Lorraine.
Pendant la Seconde Guerre mondiale, il est cependant destitué de son mandat, et participe activement à la résistance.
Réélu à la Libération, il adhère au Rassemblement du Peuple Français à sa création, en 1947, mais s'en éloigne pour rejoindre le Mouvement Républicain Populaire. Candidat aux législatives de 1951 dans le Bas-Rhin sur la liste conduite par Pierre Pflimlin, et est élu député.
N'intervenant jamais en tribune, il n'en dépose pas moins plusieurs propositions de loi, la plupart sur des questions techniques en lien avec l'agriculture, et plus particulièrement la viticulture, importante en Alsace.
En octobre 1951, il est élu conseiller général, dans le canton d'Estein, mandat qu'il conserve lors des cantonales de 1958.
Il ne se représente pas aux législatives de 1956, mais, deux ans plus tard, est élu sénateur pour les dernières élections du Conseil de la République, qui se tiennent en juin 1958.
Il ne se représente cependant pas l'année suivante, pour l'élection du Sénat après la mise en place des institutions de la Cinquième République.
Après cette date, il se consacre à ses mandats locaux, à son activité professionnelle qu'il continue de prolonger dans le syndicalisme agricole.
Après 1965, il se retire de la vie politique.

## Distinctions
- Chevalier de la Légion d'honneur
- Commandeur de l'ordre du Mérite agricole